# Salvia lyrata
Salvia lyrata är en kransblommig växtart som beskrevs av Carl von Linné. Salvia lyrata ingår i släktet salvior, och familjen kransblommiga växter. Inga underarter finns listade i Catalogue of Life.

## Bildgalleri

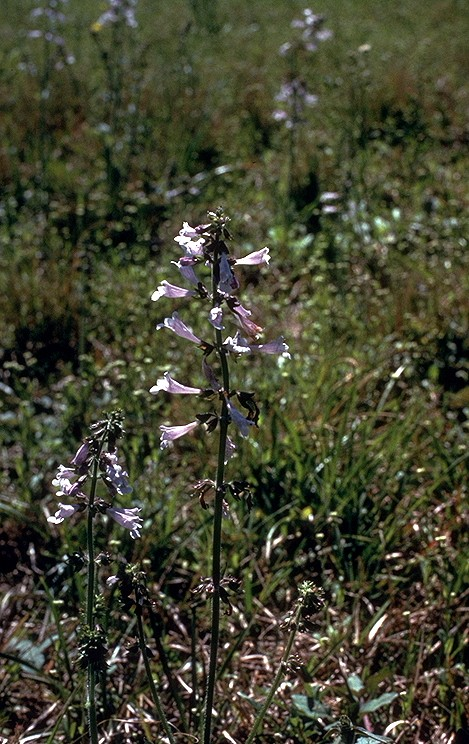
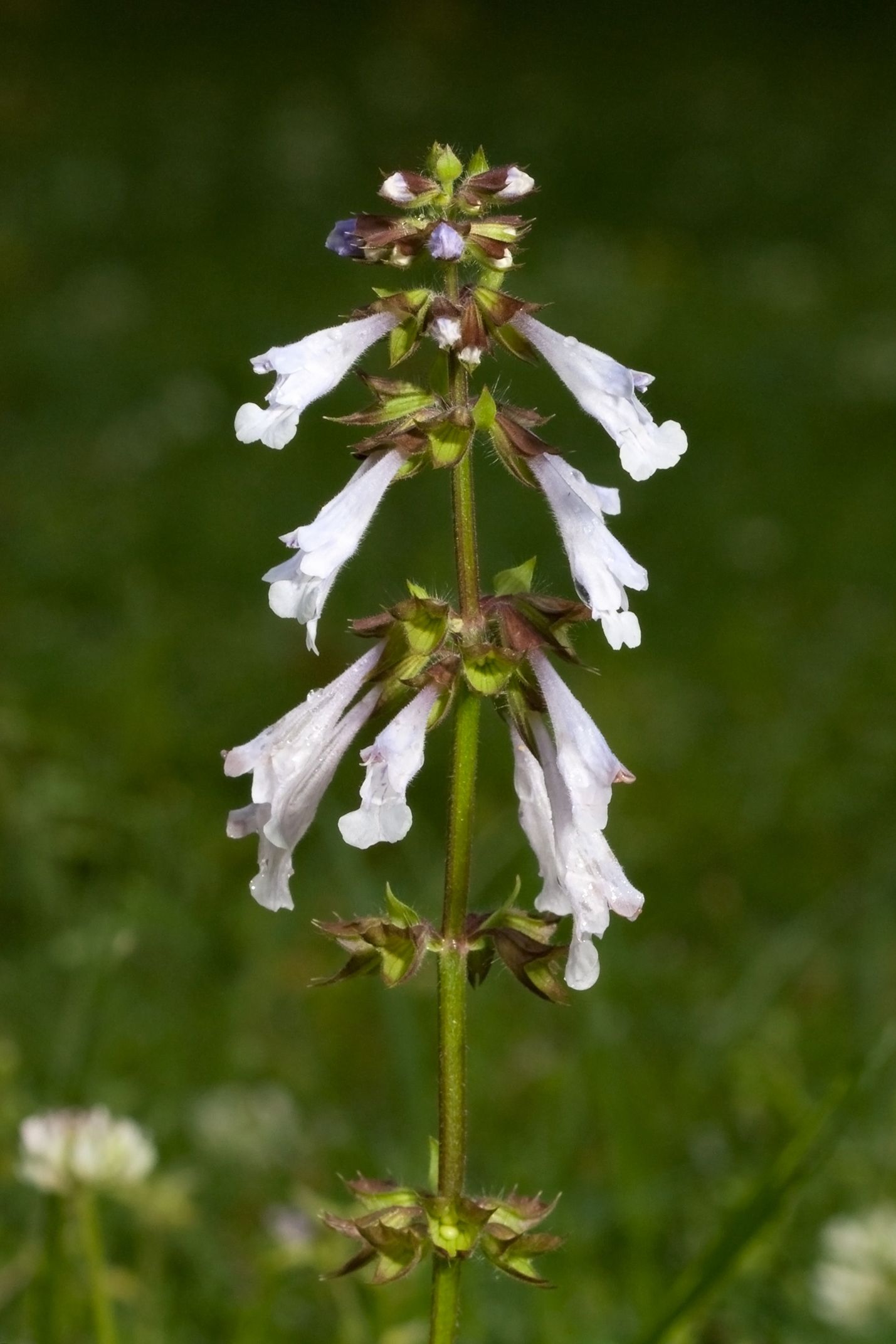
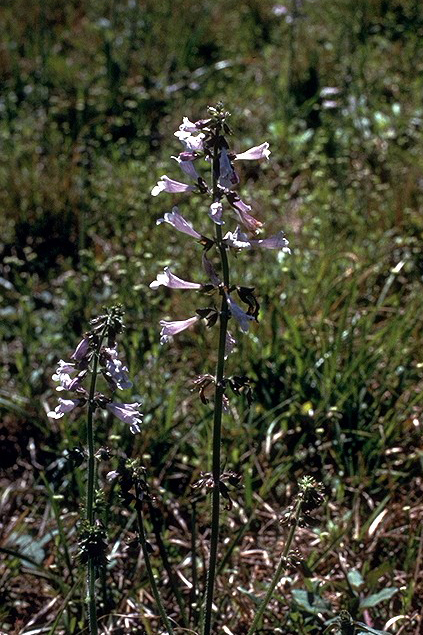